# Río Bermejo (Santa Cruz)
El río Bermejo es un pequeño y corto río amazónico boliviano, un afluente del río Piraí, que forma parte del curso bajo del río Grande. El río discurre por el departamento de Santa Cruz.

## Geografía
El río Bermejo nace a partir del río Laja (18°8′10″S 63°41′14″O / -18.13611, -63.68722), que aguas arriba, nace cerca de la ciudad de Samaipata.
Con el nombre de río Bermejo recorre una longitud de solo 22 km hasta la confluencia con el río Piojeras, dando lugar al nacimiento del río Piraí.
- Datos: Q6114860
- Multimedia: Bermejo River (Santa Cruz) / Q6114860